# Дария Домрачева
Дария До̀мрачова (на беларуски: Дар'я Уладзіміраўна Домрачава) е състезателка по биатлон от Беларус.
Тя е трикратна олимпийска шампионка от Зимните олимпийски игри 2014 г. в Сочи, световна шампионка в масовия старт от 2012 г, бронзова медалистка в индивидуалния старт на 15 km от Ванкувър 2010. Тя е родена на 3 август 1986 г. в Минск, в семейство на архитекти. Когато е на четири години семейството ѝ се премества в Ханти-Мансийския автономен окръг в Русия 

## Кариера

### Ранна кариера
Дария Домрачева започва да се занимава със ски бягане, когато е шестгодишна. През 1998 г. е записана в училище за биатлонисти. През 2004 г. се премества да живее в родния си град, Минск. През 2009 г. завършва икономика и управление на туризма в Беларуския държавен икономически университет. 
Влиза в националния отбор на Беларус по биатлон през пролетта 2004 г. След шест месеца получава правото да се състезава за Беларус вместо за Русия. През 2005 г. печели златните медали в спринта и преследването на Световното първенство по биатлон за младежи и девойки. Година по-късно печели бронзовият медал в същото състезание. Дебютира в състезание от Световната купа на 1 декември 2006 г. в Йостершунд, Швеция. На световното за младежи и девойки през 2007 г. печели сребърните медали в спринта и преследването.

### Световна купа

#### Сезон 2008 – 2009
В този сезон още в Йостерсунд тя се класира и в топ 10 и в индивидуалното, и в спринта, и в преследването. В Хохфилцен на спринта тя завършва 7-а, но в преследването не завършва, тъй като допуска цели 8 грешки в три стрелби. А след това тя завършва 6-а на спринта в Оберхоф. Първия ѝ подиум идва още този сезон на спринта в Руполдинг, оставайки зад Магдалена Нойнер и Кати Вилхелм. На последвалото преследване тя допуска 4 грешки и остава 9 – та. Второто ѝ влизане в топ 3 идва още на спринта на Антхолц – завършва втора, а на преследването на следващия ден тя остава трета зад Кайса Макарайнен, отредено чрез фотофиниш. На Световната първенство в Пьонгчанг тя започва с ужасяващото 53-то място в спринта. Но в последвалото преследване тя, въпреки двете си грешки, успява благодарение на много бързо ски-бягане да завърши на 5-а. На индивидуалното и масовия старт тя продължава със стабилното си представяне и завършва съответно 11-а и 6-а. Във Ванкувър, тя не участва на индивидуалното, а на спринта се класира 10-а. На следващата спирка от Световната купа, в Трондхайм, тя прави три класирания в топ 10 – 9-а, 6-а и 4-та съответно в спринта, преследването и масовия старт. В Ханти-Мансийск тя записва 3-то, 4-то и 8-о място. Така Дария завършва завършва 7-а в класирането за Световната купа, а за Малките глобуса влиза в топ 10 на 3 от 4-те дисциплини.

#### Сезон 2009 – 2010
В началото на сезон 2009 – 2010 Домрачева започва с подиум на индивидуалното в Йостерсунд. След това тя влиза в криза, която минава през спринта в Йостерсунд, пренася се в Хохфилцен на късата дистанция, после на преследването допуска 4 грешки и завършва 20-а, после на индивидуалното в Поклюка остава 16-а, и чак на спринта в словенската спирка тя се класира 4-та. На преследването допуска 2 грешки и губи две позиции. В Оберхоф пак показва лоша стрелкова форма и завършва съответно 26-а и 7-а в спринта и масовия старт с 4 и 7 пропуска. В Руполдинг вдига нивото и се класира съответно 4-та и 7-а в спринта и в масовия. Тя пропуска Антхолц, за да се подготви за Олипмиадата във Ванкувър.
На самата Олимпиада тя остава 8-а на спринта, въпреки чистата си стрелба. На последвалото преследване тя допуска 4 грешки и отстъпва до 15-о място. На преследването допуска 4 грешки и пада до 18-а позиция. На индивидуалното тя греши 1 път и взима бронза на 1 минута и 4 секунди от Тора Бергер и на 20 от Елена Хрусталева. На масовия старт заради единия си пропуск и по-бавно ски-бягане, тя остава 6-а.
На спринта в Контиолахти идва първата ѝ победа на ниво Световна купа. С чиста стрелба изпреварва с 8 секунди Олга Зайцева. На последвалото преследване тя допуска една грешка и печели втората си победа с разлкиа от 12 секунди от направилата три грешки Магдалена Нойнер.
Невероятната ѝ форма се пренася и в Осло Холменколен. Тя печели спринта, остава 2-ра на преследването и 8-а на масовия старт.
На финала на сезона, в Ханти-Мансийск тя пак показва лоша стрелба. С 2 и 5 грешки съответно в спринта и масовия старт, тя отстава съответно 26-а и 19-а. И така въпреки слабия уикенд, това е най-силния ѝ сезон в Световната купа и завършва 6-а в генералното класиране. Тя също остава 4-та в класирането за Малкия кристален глобус в дисциплините преследване и индивидуално, 6-а за спринта и 8-а за масовия старт.

#### Сезон 2010 – 2011
Началото на този сезон за Дария е неубедително. На индивидуалното в Йостерсунд тя завършва 35-а с 5 грешки. Но в спринта стреля 9/10 и влиза 3-та на подиума. На последвалото преследване тя допуска 3 грешки и остава едва 8-а.
Следващата седмица в Хохфилцен е много силен за нея. Тя постига 2 подиума. На спринта остава на 19 секунди от Хелена Екхолм. На преследването прави три пропуска и бива застигната от Кайса Макарайнен.
В Поклюка тя се представя неубедително – тя завършва 18-а и 21-ва сътоветно в индивидуалното и спринта.
След паузата около Нова година, тя започва с дамската щафета и помага на Беларус да се качи на трето място. На спринта тя остава 4-та с 2 грешки, а на масовия старт се класира 15-а.
Неубедителното ѝ представяне се пренася като слабо в Руполдинг – на индивидуалното остава извън точките, 14-а на спринта и 15-а на преследването.
Остава извън точките и на спринта в Антхолц. Едва на масовия старт стреля чисто и се качва на подиума, като остава 3-та на 5.8 секунди от първата Тора Бергер.
В Северна Америка вече наистина стабилизира пресдставянето си. Постига два подиума – на преследването в Преск Айл и на масовия старт във Форт Кент. Другите ѝ класирания са: 11-о в спринта в Преск Айл, и 6-о и 8-о в спринта и преследването във втората северноамериканска спирка от Световната купа.
На световното първенство тя прави три посредствени първи старта. След 19-о, 26-о и 35-о място в съответно индивидуалното, спринта и преследването, тя остава разочарована от представянето си. Но на масовия старт, най-вече благодарение на бягането си, успява да вземе среброто, оставайки на 5 секунди от Магдалена Нойнер. А на закриващата първенството щафета, тя поема на втори пост и извежда начело беларуската щафета, но впоследствие заради слабия последен пост на Людмила Калинчик, се свличат до 3-то място.
Домрачова прави невероятен последен уикенд в Осло. И в трите състезания тя се качва на подиума. На спринта остава зад Магдалена Нойнер и Тора Бергер. На преследването, най-вече заради отказването на Нойнер, се качва на второто място с пропуска. А на масовия старт тя печели, въпреки трите си пропуска, и си осигурява Малкия кристален глобус в дисциплината – първия ѝ в кариерата. В класирането за Големия кристален глобус тя остава 6-а, в спринта – 7-а, а в преследването – 5-а. Така прави най-силния си сезон в кариерата дотогава.

#### Сезон 2011 – 2012
Домрачева започва сезона със смазваща победа в индивидуалното с повече от минута преднина пред Ана Мария Нилсон и почти две пред Магдалена Нойнер. На спринта допуска 1 грешка и се класира 5-а. Преследването не се оказва толкова успешно за нея – тя прави 4 пропуска и пада до 16-о място.
На спринта в Хохфилцен благодарение на бързо ски-бягане тяа се класира 5-а въпреки 2-те грешки в стрелбата. Но на последвалото преследване тя успява да се изкачи до първото място, изпреварвайки на финален спринт рускинята Олга Зайцева.
Поради климатичните условия и липсата на сняг, вместо в Поклюка, стартовете се провеждат пак в Хохфилцен. На спринтовата дисциплина Дария се класира втора, а на преследването тя допуска три грешки и остава 3-та.
В Оберхоф тя извежда беларуската щафета до 5-о място. На спринта тя остава втора на полеве от половин минута от Магдалена Нойнер. На масовия старт Домрачева остава 7-а поради 5 пропуска в стрелбата.
В Нове Место 4 пропуска оставят Дария на 5-о място в индивидуалното. На спринта и преследването тя остава съответно 10-а и 4-та. Така за пръв път през сезона тя не се класира на подиума нито веднъж в спирка от Световната купа.
Седмицата в Антхолц е силен за нея. Тя се класира 3-та на спринта с два пропуска. На щафетата тя поема на 5-о място с изоставане от 51 секунди, тя прави невероятен последен пост и стопява почти целия аванс пред френската щафета, но остава втора на едва 2.5 секунди от Мари Дорен Абер. На масовия старт тя печели убедително въпреки двата си пропуска.
В Осло Холменколен тя прави най-силния си уикенд за сезона – и в трите състезания се класира на подиума. Тя се класира съответно 2-ра на спринта, 3-та на преследването и 2-ра на масовия старт.
На последната спирка от Световната купа преди световното първенство, в Контиолахти, тя прави 2 трети места, като на преследването губи финалния спринт срещу Магдалена Нойнер.
На Световното първенство първенство тя печели 1 злато и 1 сребро. На спринта тя завършва 2-ра зад Нойнер на 15 секунди изоставане. На преследването тя изпреварва германката и печели с разлика от 25 секунди. На индивидуалното допуска цели 6 грешки и така остава 25-а. На щафетата тя поема на минута и половина изоставане, наваксва до 41 секунди, но остава на 2 норвежката Тора Бергер, която взима бронза. На масовия старт Дария се класира 5-а.
На закриващата сезона спирка от Световната купа, Ханти – Мансийск, тя прави всичко възможно да спечели Световната купа, но не успява поради прекалена голямото натрупано изоставане зад Нойнер. Тя остава 2-ра на спринта, но печели преследването и масовия старт. Въпреки липсата на Големия кристален глобус, тя взима два от малките – на преследването и на масовия старт. В класирането за спринта остава втора, а за индивидуалното – трета.

#### Сезон 2012 – 2013
Началото на сезон 2012 –2013 е успешно за Дария. На индивидуалното в Йостерсунд остава втора зад Тора Бергер с два пропуска в стрелбата. На спринта тя остава седма след три грешки в стрелбата. На преследването тя се изкачва на второ място, пак зад Тора.
Добрата ѝ форма се пренася и в Хохфилцен. Тя печели спринта с 4 секунди пред Кайса Макарайнен. На преследването тя прави три пропуска и се свлича до 5-о място.
Дария пропуска стартовете в Поклюка.
В Оберхоф тя се завръща, но на спринта се класира 10-а, а в последването преследване успява да се изкачи, но само до 5-о място.
В Руполдинг тя се връща на правилния път. Първо на спринта се качва на подиума, завършвайки втора зад Мириам Гьоснер. На масовия старт по-другия ден тя пак остава втора, но този път зад Тора Бергер.
В последната спирка преди Световното първенство по биатлон 2013, в Антхолц-Антерселва, на спринта Дария завършва 3-та, с един пропуск и с 5 секунди изоставане зад Макарайнен. Но след общо 6 пропуска в преследването тя се смъква до 10-о място.
На самото световно, провело се в Нове Место, тя се представя много под очакванията и много неубедително. На спринта тя успява да свали само 5 от 10-те мишени, и така остава дори извън точките. На последвалото преследване, останала без добри позиции за него заради разочароващия спринт, се изкачва до 25-о място. На индивидуалното следващия ден, тя продължава да разочарова, оставайки 33-та след 6 пропуска. Ала, в последния ден на световното, тя успява да спаси първенството да не се окаже пълен провал, и с две грешки в стрелбата, с 9 секунди пред Тора Бергер, грабва златния медал.
В следващите два уикенда, което показа преди световното. Печели индивидуалното в Сочи пред Олга Зайцева, остава втора на спринта в Осло, също се качва на подиума в масовия в Норвегия. Също в Осло остава 5-а на преследването, а в Сочи 5-а на спринта.
Финалната спирка от Световната купа за сезона, в Ханти-Мансийск, тя се представя посредствено за стандартите ѝ. Класира се 13-а и 11-а на спринта и преследването, а после на масовия старт – чак 23-та. И заради това си класиране, тя остава втора в класирането за Малкия кристален глобус в дисциплината масов старт, пропускайки шанса да го спечели за трети пореден път. В класирането за Големия глобус тя остава втора на около 300 точки изоставане зад Тора Бергер. За преследването тя завършва 6-а, а за индивидуалното остава 2-ра.
И така, този сезон е крачка назад за Дария, не печелейки нито един Кристален глобус.

## Резултати

### Олимпийски игри
| Олимпиада     | Индивидуално | Спринт | Преследване | Масов старт | Щафета |
| ------------- | ------------ | ------ | ----------- | ----------- | ------ |
| 2010 Ванкувър | Бронз        | 8-о    | 15-о        | 6-о         | 7-о    |
| 2014 Сочи     | Злато        | 9-о    | Злато       | Злато       |        |

### Световни първенства
| Първенство          | Индивидуално | Спринт | Преследване | Масов старт | Щафета | Смесена щафета |
| ------------------- | ------------ | ------ | ----------- | ----------- | ------ | -------------- |
| 2007 Антхолц        | –            | 13-о   | 22-ро       | не завършва | 5-о    | –              |
| 2008 Йостерсунд     | –            | 46-о   | 25-о        | 5-о         | –      | Сребро         |
| 2009 Пьонгчанг      | 11-о         | 53-то  | 5-о         | 6-о         | 4-то   | –              |
| 2010 Ханти-Мансийск | –            | –      | –           | –           | –      | 9-о            |
| 2011 Ханти-Мансийск | 19-о         | 26-о   | 35-о        | Сребро      | Бронз  | –              |
| 2012 Руполдинг      | 25-о         | Сребро | Злато       | 5-о         | 4-то   | –              |
| 2013 Нове место     | 33-то        | 43-то  | 25-о        | Злато       | 7-о    | 11-о           |
| 2015 Контиолахти    | 16-о         | 25-о   | 7-о         | 4-то        | 7-о    | 4-то           |

### Индивидуални победи
28 победи (6 Сп, 10 Пр, 4 Ин, 8 Мс)
| Сезон                                                              | Дата             | Място            | Дисциплина          | Ниво                           |
| ------------------------------------------------------------------ | ---------------- | ---------------- | ------------------- | ------------------------------ |
| Световна купа по биатлон 2009/10 2 победи (1 Сп, 1 Пр)             | 13 март 2010     | Контиолахти      | 7 км Спринт         | Световна купа по биатлон       |
| Световна купа по биатлон 2009/10 2 победи (1 Сп, 1 Пр)             | 14 март 2010     | Контиолахти      | 10 км Преследване   | Biathlon World Cup             |
| Световна купа по биатлон 2010/11 1 победа (1 MS)                   | 20 март 2011     | Осло Холменколен | 12.5 км Масов Старт | Световна купа по биатлон       |
| Световна купа по биатлон 2011/12 6 победи (3 Пр, 1 Ин, 2 МС)       | 1 декември 2011  | Йостерсунд       | 15 км Индивидуално  | Световна купа по биатлон       |
| Световна купа по биатлон 2011/12 6 победи (3 Пр, 1 Ин, 2 МС)       | 10 декември 2011 | Хохфилцен        | 10 км Преследване   | Световна купа по биатлон       |
| Световна купа по биатлон 2011/12 6 победи (3 Пр, 1 Ин, 2 МС)       | 22 януари 2012   | Антхолц          | 12.5 км Масов Старт | Световна купа по биатлон       |
| Световна купа по биатлон 2011/12 6 победи (3 Пр, 1 Ин, 2 МС)       | 4 март 2012      | Руполдинг        | 10 км Преследване   | Световно първенство по биатлон |
| Световна купа по биатлон 2011/12 6 победи (3 Пр, 1 Ин, 2 МС)       | 17 март 2012     | Ханти-Мансийск   | 10 км Преследване   | Световна купа по биатлон       |
| Световна купа по биатлон 2011/12 6 победи (3 Пр, 1 Ин, 2 МС)       | 18 март 2012     | Ханти-Мансийск   | 12.5 км Масов Старт | Световна купа по биатлон       |
| Световна купа по биатлон 2012/13 3 победи (1 Сп, 1 Ин, 1 МС)       | 7 декември 2012  | Хохфилцен        | 7.5 км Спринт       | Световна купа по биатлон       |
| Световна купа по биатлон 2012/13 3 победи (1 Сп, 1 Ин, 1 МС)       | 17 февруари 2013 | Нове Место       | 12.5 км Масов Старт | Световна първенство по биатлон |
| Световна купа по биатлон 2012/13 3 победи (1 Сп, 1 Ин, 1 МС)       | 7 март 2013      | Сочи             | 15 км Индивидуално  | Световна купа по биатлон       |
| Световна купа по биатлон 2013/14 7 победи (2 Сп, 2 Пр, 1 Ин, 2 МС) | 3 януари 2014    | Оберххоф         | 7.5 км Спринт       | Световна купа по биатлон       |
| Световна купа по биатлон 2013/14 7 победи (2 Сп, 2 Пр, 1 Ин, 2 МС) | 4 януари 2014    | Оберхоф          | 10 км Преследване   | Световна купа по биатлон       |
| Световна купа по биатлон 2013/14 7 победи (2 Сп, 2 Пр, 1 Ин, 2 МС) | 11 февруари 2014 | Сочи             | 10 км Преследване   | Зимни Олимпийски игри[A]       |
| Световна купа по биатлон 2013/14 7 победи (2 Сп, 2 Пр, 1 Ин, 2 МС) | 14 февруари 2014 | Сочи             | 15 км Индивидуално  | Зимни Олимпийски игри[A]       |
| Световна купа по биатлон 2013/14 7 победи (2 Сп, 2 Пр, 1 Ин, 2 МС) | 17 февруари 2014 | Сочи             | 12.5 км Масов Старт | Зимни Олимпийски игри[A]       |
| Световна купа по биатлон 2013/14 7 победи (2 Сп, 2 Пр, 1 Ин, 2 МС) | 9 март 2014      | Поклюка          | 12.5 км Масов Старт | Световна купа по биатлон       |
| Световна купа по биатлон 2013/14 7 победи (2 Сп, 2 Пр, 1 Ин, 2 МС) | 20 март 2014     | Осло Холменколен | 7.5 км Спринт       | Световна купа по биатлон       |
| Световна купа по биатлон 2014/15 9 победи (2 Сп, 4 Пр, 1 Ин, 2 МС) | 4 декември 2014  | Йостерсунд       | 15 км Индивидуално  | Световна купа по биатлон       |
| Световна купа по биатлон 2014/15 9 победи (2 Сп, 4 Пр, 1 Ин, 2 МС) | 20 декември 2014 | Поклюка          | 10 км Преследване   | Световна купа по биатлон       |
| Световна купа по биатлон 2014/15 9 победи (2 Сп, 4 Пр, 1 Ин, 2 МС) | 11 януари 2015   | Оберхоф          | 12.5 км Масов Старт | Световна купа по биатлон       |
| Световна купа по биатлон 2014/15 9 победи (2 Сп, 4 Пр, 1 Ин, 2 МС) | 18 януари 2015   | Руполдинг        | 12.5 км Масов Старт | Световна купа по биатлон       |
| Световна купа по биатлон 2014/15 9 победи (2 Сп, 4 Пр, 1 Ин, 2 МС) | 23 януари 2015   | Антхолц          | 7.5 км Спринт       | Световна купа по биатлон       |
| Световна купа по биатлон 2014/15 9 победи (2 Сп, 4 Пр, 1 Ин, 2 МС) | 24 януари 2015   | Антхолц          | 10 км Преследване   | Световна купа по биатлон       |
| Световна купа по биатлон 2014/15 9 победи (2 Сп, 4 Пр, 1 Ин, 2 МС) | 8 февруари 2015  | Нове Место       | 10 km Pursuit       | Световна купа по биатлон       |
| Световна купа по биатлон 2014/15 9 победи (2 Сп, 4 Пр, 1 Ин, 2 МС) | 14 февруари 2015 | Осло Холменколен | 7.5 км Спринт       | Световна купа по биатлон       |
| Световна купа по биатлон 2014/15 9 победи (2 Сп, 4 Пр, 1 Ин, 2 МС) | 21 март 2015     | Ханти-Мансийск   | 10 км Преследване   | Световна купа по биатлон       |

Бележки
- Резултатите са от състезания на IBU, които включват Световната купа по биатлон, Световни първенства по биатлон и Зимни олимпийски игри.

- Шаблон:Note label Зимни Олимпийски игри състезания не са включени в 2013 – 14 World Cup scoring system.

### Световна купа
- 2015/16: -
- 2014/15: 1
- 2013/14: 3
- 2012/13: 2
- 2011/12: 2
- 2010/11: 6
- 2009/10: 6
- 2008/09: 7
- 2007/08: 26
- 2006/07: 22